# Eosentomon mariae
Eosentomon mariae är en urinsektsart som beskrevs av Andrzej Szeptycki 1986. Eosentomon mariae ingår i släktet Eosentomon och familjen trakétrevfotingar. Inga underarter finns listade i Catalogue of Life.